# Archipiélago de Mergui
El archipiélago de Mergui (también conocido como archipiélago de Myeik (en birmano: Myeik Kyunzu) es un archipiélago ubicado en el extremo sur de Birmania (Myanmar). Se compone de más de 800 islas, que varían en tamaño desde muy pequeñas a cientos de kilómetros cuadrados, todas situadas en el mar de Andamán, frente a la costa occidental de la península de Malaca. También a las islas se les conoce como Islas Pashu porque los habitantes malayos son localmente llamado pashu. 

## Geografía
La isla más grande y más alta es la Kadan Kyun (antigua isla King bajo dominio británico) a través del canal interior desde Mergui (Myeik). Otras islas importantes son:
- Isla Auriol
- Bentinck Kyun, con un área de 78 km²;
- Isla Christie, la isla más austral del grupo, de 4,6 km de largo y con el punto más alto de 325 m ;
- Daung Kyun, con un área de 110 km² y una longitud de 16 km;
- Isla Kabosa, con una longitud de 7 km;
- Kadan Kyun, con un área de  450 km², el punto más alto es Pico fFrench Bay  (767 m),  que es el punto más alto del archipiélago;
- Kanmaw Kyun, con un área de  409 km²;
- Lanbi Kyun, con un área de 188 km²;
- Letsok-aw Kyun,  con un área de 250 km² y una longitud de 38 km;
- Mali Kyun, la isla más septentrional del grupo, con un área de  99 km² y una longitud de 31 km;
- Ngwe Kyun o isla Money;
- Isla Sabi, con un punto más alto de 326 m;
- Saganthit Kyun, con un área de  257 km²;
- Isla Tenasserim, isla de forma irregular con una longitud de 10 km;
- Thahtay Kyun
- Than Kyun, con un diámetro de alrededor de 6 km, la isla más grande y más alta de las islas Alladin, un grupo disperso de islas que se extienden hacia el oeste y suroeste de la isla Zadetkyi;
- Thayawthadangyi, con un área de 120 km², los puntos más altos, ambos en la parte occidental de la isla, son el pico Elphinstone (533 m) y el pico False (430 m);
- Zadetkyi Kyun, de 35 km de longitud y un área de 176 km², es la isla más grande del grupo meridional. Tiene dos picos prominentes, el más alto de los cuales tiene 864 m;

## Medio natural

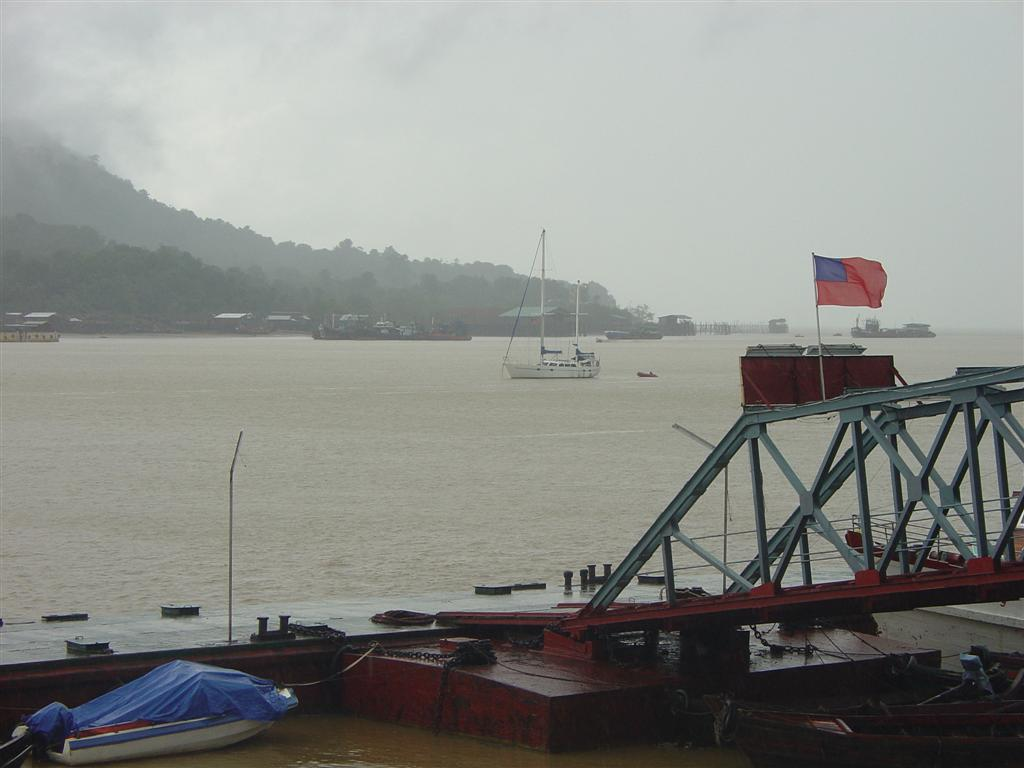
El puerto de Mergui.

Geológicamente, las islas se caracterizan principalmente por estar constituidas de piedra caliza y granito. Por lo general, su cobertura vegetal es de carácter tropical, incluyendo selvas, mientras que en su litoral son frecuentes los promontorios, playas abiertas y, en algunos lugares, pantanos y manglares. Mar adentro hay extensos arrecifes de coral. 
El virtual aislamiento del archipiélago de la mayoría de la influencia humana en el medio natural, ha conservado en las islas y aguas circundantes de la Mar de Andamán una gran diversidad de flora y fauna, lo que ha contribuido a la región como destino privilegiado para la práctica del buceo.
En las mismas islas prosperan varios animales, incluyendo ciervos, monos, aves tropicales como cálaos, y jabalíes. Incluso hay informes no confirmados sobre la existencia de rinocerontes de Sumatra en Lampi, una de las islas más grandes, pero esto ha sido ampliamente desacreditado.
Las principales amenazas ambientales que asolan la región son la sobrepesca y la pesca con explosivos.

## Población
La población local es mayoritariamente de una minoría étnica llamada moken, conocidos también como los "gitanos del mar", aunque este término abarca en realidad varios grupos del Sudeste asiático. Se trata de personas que viven en función del mar y que siguen un modo de vida tradicional, dedicándose a la pesca y la construcción de embarcaciones. Es común que habiten en sus tradicionales embarcaciones durante la estación seca, pero suelen mantenerse en tierra durante la temporada de lluvias.

## Turismo
El área sólo se abrió al turismo extranjero en 1997, después de las negociaciones entre Birmania y operadores de buceo de Phuket en Tailandia. El aislamiento del archipiélago es tal que muchas de ellas no han sido aún exploradas a fondo.
Debido a la lejanía del archipiélago, el viaje en cruceros es la única manera con que los visitantes cuentan para practicar el buceo en sitios tales como los Big Bakns, Rainbow Reef o Silvertip Bank. Algunas islas tienen enormes
cantos rodados, corales blandos y gorgonias. Otras ofrecen buceo de pared, cuevas y túneles para bucear.
Algunos sitios de buceo como la Cueva Shark son habitados por tiburones grises, gayarres, tiburones nodriza y tiburones ballena. El área de Black
Rock tiene colonias de mantarrayas y rayas águila. Los fotógrafos se sienten atraídos por los pejesapos, agujas de mar, anguilas cinta y caracolas, así como muchos crustáceos, como langostas, cangrejos, y camarones.
Las mejores condiciones de buceo van desde diciembre hasta abril, pudiendo avistarse tiburones ballena y mantarrayas entre febrero y mayo.